# Liste der Monuments historiques in Poivres
Die Liste der Monuments historiques in Poivres führt die Monuments historiques in der französischen Gemeinde Poivres auf.

## Liste der Immobilien
| Bezeichnung       | Beschreibung            | Standort               | Kennzeichnung | Schutzstatus | Datum | Bild           |
| ----------------- | ----------------------- | ---------------------- | ------------- | ------------ | ----- | -------------- |
| Friedhofskreuz    | aus dem 16. Jahrhundert | Rue de l’Église (Lage) | PA00078182    | Classé       | 1912  | weitere Bilder |
| Kirche St-Antoine | ab dem 12. Jahrhundert  | Rue de l’Église (Lage) | PA00078183    | Classé       | 1912  | weitere Bilder |

## Liste der Objekte
| Bezeichnung                                      | Beschreibung                                                  | Standort                        | Kennzeichnung | Schutzstatus | Datum | Bild |
| ------------------------------------------------ | ------------------------------------------------------------- | ------------------------------- | ------------- | ------------ | ----- | ---- |
| Triumphkreuz                                     | Holz, 17. Jahrhundert                                         | in der Kirche St-Antoine (Lage) | PM10004832    | Inscrit      | 1979  |      |
| Kirchenfenster                                   | aus dem 16. Jahrhundert                                       | in der Kirche St-Antoine (Lage) | PM10001529    | Classé       | 1912  |      |
| Zwei Skulpturen: Heilige Agatha und heilige Anna | Holz, farbig gefasst, 17. Jahrhundert                         | in der Kirche St-Antoine (Lage) | PM10004833    | Inscrit      | 1979  |      |
| Relief Anbetung der Könige                       | Kalkstein, farbig gefasst, zweite Hälfte des 16. Jahrhunderts | in der Kirche St-Antoine (Lage) | PM10001528    | Classé       | 1913  |      |
| Kanzel                                           | Eichenholz, bemalt und vergoldet, Ende des 16. Jahrhunderts   | in der Kirche St-Antoine (Lage) | PM10001530    | Classé       | 1980  |      |
| Skulptur Heilige Margaretha                      | Kalkstein, farbig gefasst, 16. Jahrhundert                    | in der Kirche St-Antoine (Lage) | PM10001527    | Classé       | 1913  |      |
| Skulptur Heiliger Nikolaus                       | Holz, farbig gefasst, erste Hälfte des 16. Jahrhunderts       | in der Kirche St-Antoine (Lage) | PM10001524    | Classé       | 1913  |      |
| Relief Christi Geburt                            | Kalkstein, farbig gefasst, zweite Hälfte des 16. Jahrhunderts | in der Kirche St-Antoine (Lage) | PM10003212    | Classé       | 1913  |      |
| Relief Mariä Heimsuchung                         | Kalkstein, farbig gefasst, zweite Hälfte des 16. Jahrhunderts | in der Kirche St-Antoine (Lage) | PM10003213    | Classé       | 1913  |      |
| Skulptur Apostel Matthäus                        | Kalkstein, Ende des 16. Jahrhunderts                          | in der Kirche St-Antoine (Lage) | PM10004831    | Inscrit      | 1980  |      |
| Skulptur Heiliger Rochus                         | Kalkstein, farbig gefasst, 16. Jahrhundert                    | in der Kirche St-Antoine (Lage) | PM10001526    | Classé       | 1913  |      |